# 1908년 하계 올림픽 피겨스케이팅 페어
1908년 하계 올림픽 피겨스케이팅 혼성 페어 종목은 1908년 하계 올림픽 피겨스케이팅 경기에서 채택된 4개 세부종목 중 하나이다. 각 국가당 남녀 3명 (총 6명)까지 출전이 허용되었다.
3팀만 참가한 탓에 선수 전원이 메달리스트가 되었으며, 독일 제국의 하인리히 부르거와 안나 휘블러가 금메달을 획득하였다. 이번 대회 은메달을 획득한 필리스 존슨은 12년 뒤 1920년 하계 올림픽에서도 동메달을 획득했다.

## 경기 방식
각 팀은 5분 동안 프리스케이팅을 선보였다. 채점기준은 (a) 내부구성(난이도와 참신성), (b) 연기의 두가지 기준이 있었으며 각각 0점~6점의 점수가 주어졌다. 따라서 총점은 12점이 되었다.
이 총점 순으로 심사위원단이 각 선수의 순위를 정하고, 그 순위를 참고하여 심사위원 중 과반수가 한 팀을 1위로 선정하면 그 팀이 우승하는 방식으로 최종순위를 정했다. 과반수가 없는 경우에는 각 심사위원단이 매긴 순위의 총점이 낮은 순으로 결정하였으며, 그럼에도 동점으로 나올 경우에는 심사위원이 매긴 점수의 총점으로 승부를 가렸다.

## 경기 결과
심사위원들은 만장일치로 독일팀을 1위로 선정했다. 2위는 2명의 심사위원이 영국의 존슨 팀과 사이어스 팀을 동순위에, 3명의 심사위원이 존슨 팀을 2위로 평가하였다. 따라서 은메달은 존슨 팀에게, 동메달은 사이어스 팀에게 돌아갔다.
| 순위 | 선수                              | 국가 | 점수 (순위) | 점수 (순위) | 점수 (순위) | 점수 (순위) | 점수 (순위) | 평균점수 | 순위총점 |
| 순위 | 선수                              | 국가 | HW          | GH          | HT          | HF          | GS          | 평균점수 | 순위총점 |
| ---- | --------------------------------- | ---- | ----------- | ----------- | ----------- | ----------- | ----------- | -------- | -------- |
| 1    | - 안나 휘블러 - 하인리히 부르거   | 독일 | 10 (1)      | 12 (1)      | 11 (1)      | 12 (1)      | 11 (1)      | 11.20    | 5        |
| 2    | - 필리스 존슨 - 제임스 H. 존슨    | 영국 | 9 (2)       | 11.5 (2)    | 10.5 (2)    | 10.5 (2)    | 10 (2)      | 10.30    | 10       |
| 3    | - 매지 사이어스 - 에드가 사이어스 | 영국 | 9 (2)       | 11.5 (2)    | 10 (3)      | 8 (3)       | 9.5 (3)     | 9.60     | 13       |

심판
- 허버트 G. 폴러

심사위원
- 헤르만 벤트
- 구스타프 휘겔
- 오라티오 토로메
- 해리 D. 페이스
- 게오르크 산데르스